# Promova
Promova (англ. /prɔˈmɔvʌ/) — це українська платформа для вивчення іноземних мов, яка поєднує у собі мобільний застосунок, вебсайт, індивідуальні та групові заняття з репетиторами, а також розмовний клуб. Платформа доступна на iOS, Android та у вебверсії. Станом на серпень 2023 року Promova має понад 11 мільйонів завантажень по всьому світу.
Станом на 2022 рік команда, нараховує понад 120 співробітників в Україні, на Кіпрі, у США та різних країнах Європи. Генеральним директором компанії є Андрій Скрипник, який у 2021 увійшов до списку «30 до 30» за версією Forbes Україна.

## Історія
Ідея створення Promova виникла у Михайла Галяна, Андрія Скрипника та Валерії Вакульської у 2019 році, коли вони всі працювали в українській компанії-співзасновниці Genesis.
Перша версія продукту, Ten Words, пропонувала вивчати по десять нових іноземних слів на день. У 2022 року продукт перетворився з простого застосунку з флешкартками на платформу для вивчення мови з різноманітними навчальними інструментами. Назву продукту змінили під час ребрендингу. «Promova» — це транслітероване українське слово. Таку назву було обрано, щоб вшанувати українське коріння компанії.
У травні 2023 року Promova запустила курс корейської мови. Його створила Еллі Кім, лінгвістка з корейським корінням, яка живе в Україні.
24 серпня 2023 року, у День Незалежності України, Promova запустила курс української мови для іноземці. Він складається з 48 невеликих уроків та флешкарток з цікавими фактами про українську культуру.

## Функції
Станом на 2024 рік, серед мов доступних для вивчення на Promova є:
- англійська
- американська жестова мова
- французька
- італійська
- німецька
- португальська
- іспанська
- іспанська LATAM
- китайська
- корейська
- арабська
- українська

### Режим для людей з дислексією
У жовтні 2023 року Promova стала першою платформою для вивчення мов, яка імплементувала Dyslexia Mode. Цей режим покликаний полегшити процес вивчення іноземної мови людям з дислексією. Режим використовує Dysfont, спеціалізований шрифт, створений дизайнером з дислексією та спікером TEDx Мартіном Писним.

## Future Perfect
У листопаді 2023 року компанія Promova надала всім українцям безкоштовний доступ до всіх своїх курсів для самостійного навчання на три роки в рамках національної програми Future Perfect.
Future Perfect — це національна програма, ініційована урядом України та Міністерством цифрової трансформації з метою популяризації вивчення англійської мови серед українців. Вона підтримує законопроєкт, ініційований президентом Володимиром Зеленським, який надає англійській мові офіційний статус мови міжнародного спілкування в Україні та передбачає кроки, які дозволять українцям покращити свій рівень володіння англійською мовою.

## Рейтинги
У грудні 2023 року журнал Forbes визнав Promova одним із 25 найперспективніших стартапів України.